# Teunie de Brouwer
Teunie de Brouwer (Rijsbergen, 1993) is een Nederlands actrice en theatermaker. Ze speelde onder andere in de televisieseries Dertigers, PATTY en Gooische Vrouwen.

## Biografie
De Brouwer studeerde in 2021 af aan de Amsterdamse Toneelschool en Kleinkunstacademie. Vervolgens schreef ze de theatervoorstelling HERT, dat inspeelde op irreële angsten. Ook speelde ze de rol van Roos in de theaterversie van Komt een vrouw bij de dokter van schrijver Kluun.
In januari 2024 werd De Brouwer gecast als Marga Scheide, de blondine van de meidengroep Luv', in de televisieserie PATTY. Een aantal maanden later maakte ze haar entree als hoofdrolspeelster Laura in het vijfde seizoen van de televisieserie Dertigers.. Eerder in Dertigers had ze een terugkerende gastrol als Kimberly. De Brouwer vertolkte eveneens de rol van Kimberly, de nieuwe liefde van Martin Morero, in de televisieserie Gooische Vrouwen.
Van 8 november 2024 tot begin januari 2025 speelde De Brouwer de rol van Kyra in het toneelstuk Casa Mia. In 2025 verscheen ze eveneens in het zesde seizoen van Dertigers.

## Filmografie

### Film
| Jaar | Titel        | Rol            |
| ---- | ------------ | -------------- |
| 2023 | Happy Ending | meisje in club |

### Televisie
| Jaar       | Titel                | Rol                       | Extra   |
| ---------- | -------------------- | ------------------------- | ------- |
| 2020       | Toren C              |                           | 2 afl.  |
| 2020       | Hitte                | Lysette                   | 2 afl.  |
| 2020       | Vliegende Hollanders | Flappermeisje             | 1 afl.  |
| 2021       | Nieuw Zeer           | verschillende rollen      | 3 afl.  |
| 2022       | Sihame               | Emma                      | 4 afl.  |
| 2024       | PATTY                | Marga Scheide             | 2 afl.  |
| 2023-heden | Dertigers            | Laura Molenaar / Kimberly | 29 afl. |
| 2024       | Een van ons          | collega van Jeroen        | 1 afl.  |
| 2024       | De ring              | Myra Kristensen           | 5 afl.  |
| 2024-heden | Gooische Vrouwen     | Kimberly                  | 5 afl.  |
| 2025       | Elixer               | Receptionist              | 2 afl.  |